# 2020–2021-es magyar férfi vízilabda-bajnokság (első osztály)
A 2020–2021-es magyar férfi vízilabda-bajnokság (hivatalosan E.ON férfi OB I) a legrangosabb és legmagasabb szintű vízilabdaverseny Magyarországon. A pontversenyt 115. alkalommal a Magyar Vízilabda-szövetség írta ki és 16 csapat részvételével bonyolította le. A koronavírus-járvány miatt félbeszakadt majd törölt bajnokság miatt nem hírdettek bajnokot az előző szezonban. A bajnokság augusztus 28-án indult.

## A bajnokságban szereplő csapatok
A Magyar Vízilabda-szövetség döntése értelmében az első osztályú bajnokság létszáma nem változik, marad a 16 csapatos kiírás. Az AVUS csapata nem tudta vállalni a bajnokság indulását.
| A csapat neve                    | A csapat székhelye      | 2019–20 |
| -------------------------------- | ----------------------- | ------- |
| KSI                              | Budapest,Margit-sziget  |         |
| A-HÍD OSC Újbuda                 | Budapest, Újbuda        |         |
| Debreceni VSE                    | Debrecen                |         |
| FTC Telekom Waterpolo            | Budapest, Ferencváros   |         |
| Kaposvári VK                     | Kaposvár                |         |
| Szegedi Férfi Vízilabda Csapat   | Szeged                  |         |
| Metalcom Szentes                 | Szentes                 |         |
| BVSC-Zugló                       | Budapest, Zugló         |         |
| PannErgy-Miskolci Vízilabda Club | Miskolc                 |         |
| PVSK-Mecsek Füszért              | Pécs                    |         |
| Budapesti Honvéd SE              | Budapest, Kispest       |         |
| Szolnoki Dózsa                   | Szolnok                 |         |
| Tatabányai VSE                   | Tatabánya               |         |
| UVSE Hunguest Hotels             | Budapest, Margit-sziget |         |
| A-Híd VasasPlaket                | Budapest, Angyalföld    |         |
| ZF-Eger                          | Eger                    |         |

## A bajnokság rendszere

### Alapszakasz
Megszűnik a két csoport, a résztvevő csapatok oda-vissza alapon játszanak egymással, így alakul ki a végeredmény. Ez alapján a 15. és 16. helyezett csapat kiesik majd, míg a 14. helyezett osztályozót vív az OB I/B első helyezettjével. Az alapszakasz 1-4. helyezettjei a rájátszásban döntik el az érmek sorsát.
Az alapszakasz végső sorrendjét a bajnoki mérkőzéseken szerzett pontszámok összege határozza meg. Pontegyenlőség esetén a bajnoki sorrendet az alábbi rendszer szerint határozzák meg:
Két csapat azonos pontszáma esetén
1. az egymás ellen játszott bajnoki mérkőzések pontkülönbsége
2. az egymás ellen játszott bajnoki mérkőzések gólkülönbsége
3. az alapszakaszbeli összes bajnoki mérkőzés gólkülönbsége
4. az alapszakaszbeli összes bajnoki mérkőzésen szerzett több gól
5. sorsolás

Három vagy több csapat azonos pontszáma esetén
1. az azonos pontszámú csapatok egymás elleni eredményéből számított „kisbajnokság” pontkülönbsége
2. azonos pontszám esetén a „kisbajnokság” gólkülönbsége
3. az alapszakaszbeli összes bajnoki mérkőzés gólkülönbsége
4. az alapszakaszbeli összes bajnoki mérkőzésen szerzett több gól
5. sorsolás

### A rájátszás
A csapatok az Alapszakaszban elért eredményeik alapján 1-4., 2-3 párosításban páros mérkőzéseket játszanak a döntőbe kerülésért.
A páros mérkőzések a 7. pont megszerzéséig tartanak. A csapatok az Alapszakaszban egymás ellen elért eredményeiket magukkal hozzák. A mérkőzésen döntetlen eredmény nem születhet.
A Bajnokság első három helyén végzett csapatok vehetnek részt, helyezéseik sorrendjében a LEN-bajnokok ligája 2021–2022-es szezonjában. A 4. helyen végzett csapat jogosult az Euro-kupában való szereplésre. Amennyiben a Magyar Kupa győztese a 2020-2021. évi OB I Bajnokság 1-4. helyén végez, abban az esetben, a Bajnokságban az 5. helyen végzett csapat jogosult az Eurokupában való szereplésre.

## Az alapszakasz
| Hely. | Csapat                      | M  | Gy | D | V  | G+  | G–  | Gk   | P  | Továbbjutás vagy kiesés |
| ----- | --------------------------- | -- | -- | - | -- | --- | --- | ---- | -- | ----------------------- |
| 1.    | Szolnoki Dózsa              | 30 | 27 | 2 | 1  | 470 | 239 | +231 | 83 | Play-off                |
| 2.    | OSC Újbuda                  | 30 | 25 | 3 | 2  | 437 | 229 | +208 | 78 | Play-off                |
| 3.    | FTC Telekom WaterpoloCV,Kgy | 30 | 26 | 0 | 4  | 441 | 233 | +208 | 78 | Play-off                |
| 4.    | BVSC-Zugló MKB Euroleasing  | 30 | 23 | 2 | 5  | 431 | 264 | +167 | 71 | Play-off                |
| 5.    | A-Híd VasasPlaket           | 30 | 22 | 1 | 7  | 342 | 215 | +127 | 67 |                         |
| 6.    | Budapesti Honvéd SE         | 30 | 15 | 3 | 12 | 217 | 189 | +28  | 48 |                         |
| 7.    | UVSE Hunguest Hotels        | 30 | 13 | 5 | 12 | 283 | 318 | −35  | 44 |                         |
| 8.    | ZF-Eger                     | 30 | 13 | 4 | 13 | 303 | 328 | −25  | 43 |                         |
| 9.    | PannErgy-MVLC-Miskolc       | 30 | 11 | 5 | 14 | 288 | 325 | −37  | 38 |                         |
| 10.   | PVSK Mecsek Füszért         | 30 | 9  | 5 | 16 | 279 | 333 | −54  | 32 |                         |
| 11.   | Metalcom Szentes            | 30 | 10 | 2 | 18 | 252 | 367 | −115 | 32 |                         |
| 12.   | Kaposvár                    | 30 | 10 | 1 | 19 | 290 | 393 | −103 | 31 |                         |
| 13.   | Szeged                      | 30 | 7  | 3 | 20 | 256 | 337 | −81  | 24 |                         |
| 14.   | Debrecen                    | 30 | 4  | 1 | 25 | 239 | 415 | −176 | 13 | Osztályozó              |
| 15.   | TVSE                        | 30 | 3  | 1 | 26 | 213 | 403 | −190 | 10 | OB I/B                  |
| 16.   | KSIÚ                        | 30 | 2  | 2 | 26 | 281 | 426 | −145 | 8  | OB I/B                  |

## Play-off
A csapatok az Alapszakaszban elért eredményeik alapján 1-4., 2-3 párosításban páros mérkőzéseket játszanak a döntőbe kerülésért. A páros mérkőzések a 7. pont megszerzéséig tartanak. A csapatok az Alapszakaszban egymás ellen elért eredményeiket magukkal hozzák.
| Csapat             | Pont | Csapat                         | Alapszakaszban | 1.mérkőzés | 2.mérkőzés | 3.mérkőzés |      |
| ------------------ | ---- | ------------------------------ | -------------- | ---------- | ---------- | ---------- | ---- |
| Szolnoki Dózsa (1) | 7–1  | (4) BVSC-Zugló MKB-Euroleasing | 13−12          | 8−8        | 11−7       | ／         |      |
| OSC Újbuda (2)     | 9–6  | (3) FTC-Telekom Waterpolo      | 9−7            | 16−12      | 2-7        | 14−16      | 10-9 |

## Bronzmérkőzés
Az elődöntő vesztes csapatai 2 mérkőzéses páros mérkőzést játszanak a 3. helyért. A mérkőzéseken döntetlen eredmény születhet. Az első mérkőzés pályaválasztója az Alapszakaszban jobb helyezést elért csapat.
| 2021. május 20. 20:00 | FTC-Telekom Waterpolo | 10-9        | BVSC-Zugló MKB-Euroleasing | Budapest,Komjádi uszoda Játékvezetők: Tóth I. |
| 2021. május 20. 20:00 | (2-1,4-3,0-3,4-2)     |             |                            | Budapest,Komjádi uszoda Játékvezetők: Tóth I. |
| 2021. május 20. 20:00 | két játékos 3         | Jegyzőkönyv | két játékos 2              | Budapest,Komjádi uszoda Játékvezetők: Tóth I. |

| 2021. május 23. 17:00 | BVSC-Zugló MKB-Euroleasing | 11-14       | FTC-Telekom Waterpolo | Budapest, Szőnyi út Játékvezetők: Csanádi |
| 2021. május 23. 17:00 | (4-2,1-4,3-4,3-4)          |             |                       | Budapest, Szőnyi út Játékvezetők: Csanádi |
| 2021. május 23. 17:00 | Csapó 3                    | Jegyzőkönyv | Varga D. 4            | Budapest, Szőnyi út Játékvezetők: Csanádi |

## Döntő
Az elődöntő győztes csapatai 2 győzelemig tartó párosmérkőzést játszanak a bajnoki címért. A mérkőzésen döntetlen eredmény nem születhet. Az első mérkőzés pályaválasztója az Alapszakaszban jobb helyezést elért csapat.
| 2021. május 19. 20:45 | Szolnoki VSC      | 18-10       | OSC            | Szolnok, Szolnoki Vízilabda Aréna Játékvezetők: Petik,Kovács |
| 2021. május 19. 20:45 | (4-3,3-3,4-2,7-2) |             |                | Szolnok, Szolnoki Vízilabda Aréna Játékvezetők: Petik,Kovács |
| 2021. május 19. 20:45 | Angyal 5          | Jegyzőkönyv | négy játékos 2 | Szolnok, Szolnoki Vízilabda Aréna Játékvezetők: Petik,Kovács |

| 2021. május 22. 16:30 | OSC               | 13-14       | Szolnoki VSC  | Budapest, Nyéki Imre uszoda Játékvezetők: Kun |
| 2021. május 22. 16:30 | (5-5,3-1,2-5,3-3) |             |               | Budapest, Nyéki Imre uszoda Játékvezetők: Kun |
| 2021. május 22. 16:30 | három játékos 3   | Jegyzőkönyv | két játékos 3 | Budapest, Nyéki Imre uszoda Játékvezetők: Kun |

## Osztályozó
A 14. helyen végzett csapat két győzelemig tartó osztályozót játszik a 2020/2021. évi OB
I/B Bajnokság 1. helyezett csapatával. Az osztályozó során az első mérkőzés pályaválasztói joga az OB I Bajnokságban szerepelt csapatot illeti.
| 2021 | Kanizsai SE | ' | Debreceni VSE | Nagykanizsa |
| 2021 |             |   |               | Nagykanizsa |
| 2021 |             |   |               | Nagykanizsa |

| 2021. | Debreceni VSE | ' | Kanizsai SE | Debrecen |
| 2021. |               |   |             | Debrecen |
| 2021. |               |   |             | Debrecen |

## A góllövőlista élmezőnye
Frissítve: végeredmény 
|    | Hely | Gól | Játékos            | Csapat  |
| -- | ---- | --- | ------------------ | ------- |
| 1. |      | 90  | Pásztor Mátyás     | BVSC    |
| 2. |      | 83  | Vigvári Vince      | UVSE    |
| 3. |      | 83  | Filip Filipović    | Szolnok |
| 4. |      | 82  | Magyar Márton      | Miskolc |
| 5. |      | 81  | Manhercz Krisztián | OSC     |

## A bajnokság végeredménye
| #   | Csapat                     | Megjegyzések        |
| --- | -------------------------- | ------------------- |
| 1.  | Szolnoki Dózsa             | LEN-bajnokok ligája |
| 2.  | OSC Újbuda                 | LEN-bajnokok ligája |
| 3.  | FTC-Telekom Waterpolo      | LEN-bajnokok ligája |
| 4.  | BVSC-Zugló MKB-Euroleasing | LEN-Európa-kupa     |
| 5.  | A-Híd VasasPlaket          | LEN-Európa-kupa     |
| 6.  | Budapesti Honvéd SE        |                     |
| 7.  | UVSE Hunguest Hotels       |                     |
| 8.  | ZF Eger                    |                     |
| 9.  | PannErgy-MVLC-Miskolc      |                     |
| 10. | PVSK Mecsek Füszért        |                     |
| 11. | Metalcom Szentes           |                     |
| 12. | Kaposvár                   |                     |
| 13. | Szeged                     |                     |
| 14. | Debrecen                   | Osztályozó          |
| 15. | TVSE                       | Kiesés az OB I/B-be |
| 16. | KSI Vízilabda Club         | Kiesés az OB I/B-be |